# Furcifer balteatus
Furcifer balteatus este o specie de cameleoni din genul Furcifer, familia Chamaeleonidae, descrisă de Auguste Henri André Duméril și Bibron 1851. A fost clasificată de IUCN ca specie în pericol. Conform Catalogue of Life specia Furcifer balteatus nu are subspecii cunoscute.